# هاري برونو
هاري برونو (بالإنجليزية: Harry Bruno)‏ هو طيار أمريكي، ولد في 7 فبراير 1893، وتوفي في 1978.